# 周防高森駅
周防高森駅（すおうたかもりえき）は、山口県岩国市周東町（しゅうとうまち）大字下久原にある、西日本旅客鉄道（JR西日本）岩徳線の駅である。

## 歴史
- 1934年（昭和9年）12月1日：鉄道省山陽本線岩国駅（現・西岩国駅） - 高水駅間の新線（岩徳線の前身）開業に伴い開設[2]。
- 1944年（昭和19年）10月11日：山陽本線岩国駅（1942年に麻里布駅から改称） - 櫛ケ浜駅間が元の柳井駅経由に戻されたため、岩徳線所属となる[3]。
- 1974年（昭和49年）10月1日：貨物取扱廃止[1]。
- 1984年（昭和59年）2月1日：荷物扱い廃止[1]。
- 1987年（昭和62年）4月1日：国鉄分割民営化により、西日本旅客鉄道（JR西日本）が継承[3]。
- 1996年（平成8年）6月1日：ジェイアール西日本広島メンテック（現・JR西日本広島メンテック）による業務委託駅となる。
- 2002年（平成14年）4月1日：業務委託駅から簡易委託駅となり、土休日は無人となる。

## 駅構造
単式・島式ホーム2面2線を有する地上駅。岩国駅管理の簡易委託駅である。但し、早朝・夜間・土休日は無人となる。
かつては2面4線（島式ホームに面した線路の上り本線と中線及び下り本線と中線の間に貨物用待避線）であったが、現在上り線ホーム中線と貨物待避用線路は撤去されている。下りホーム側にマンサード屋根の駅舎があり、島式上りホームへは跨線橋で連絡している。

### のりば
| ホーム | 路線    | 方向 | 行先             | 備考                 |
| ------ | ------- | ---- | ---------------- | -------------------- |
| 駅舎側 | ■岩徳線 | 下り | 櫛ケ浜・徳山方面 |                      |
| 反対側 | ■岩徳線 | 上り | 玖珂・岩国方面   | 一部列車は下りホーム |

付記事項
- 案内上ののりば番号は設定されていない。平日の朝5時台には岩国方面行当駅始発列車が設定されており、下りホームから発車する。
- 駅掲示時刻表では番号では無く「駅舎側ののりば」と案内されている。

## 利用状況
1日平均乗車人員は以下の通り。
| 乗車人員推移 | 乗車人員推移 |
| 年度         | 1日平均人数  |
| ------------ | ------------ |
| 1999         | 593          |
| 2000         | 575          |
| 2001         | 528          |
| 2002         | 499          |
| 2003         | 504          |
| 2004         | 488          |
| 2005         | 477          |
| 2006         | 472          |
| 2007         | 454          |
| 2008         | 462          |
| 2009         | 444          |
| 2010         | 438          |
| 2011         | 450          |
| 2012         | 473          |
| 2013         | 488          |
| 2014         | 447          |
| 2015         | 462          |
| 2016         | 447          |
| 2017         | 437          |
| 2018         | 409          |
| 2019         | 410          |
| 2020         | 392          |
| 2021         | 358          |
| 2022         | 349          |

## 駅周辺
- 岩国市役所周東総合事務所（旧周東町役場）
- 岩国警察署岩国西幹部交番（旧玖珂西警察署→岩国西警察署）
- 山口県立高森みどり中学校・高森高等学校
- 岩国市立周東中学校
- 岩国市立高森中学校
- ザ・ビッグ周東店
- 国道2号
- 山口県道7号柳井周東線
- 山口県道143号周防高森停車場線
- 山口県道144号光玖珂線

### バス路線
駅前に「周防高森駅」停留所があり、岩国市生活交通バスの路線が発着する。運行日は路線ごとに異なるが、祝日と年末年始（12月31日 - 翌年1月2日）は全便運休となる。
岩国市生活交通バス
- 玖西循環線
- 川越線
- 中田線
- 米川線
- 毛明線

## 隣の駅
西日本旅客鉄道（JR西日本）
■岩徳線
玖珂駅 - 周防高森駅 - 米川駅